# Boccia aux Jeux paralympiques d'été de 1992
Navigation
Séoul 1988 Atlanta 1996
La compétition de boccia des Jeux paralympiques d'été de 1992 s'est déroulée dans la ville de Barcelone. 42 athlètes étaient en compétition dans trois épreuves, deux individuelles et une par équipe.  
Il s'agit de la troisième édition du boccia aux Jeux paralympiques.

## Classification
Les athlètes atteints de handicap moteur grave sont classés en deux catégories.
- C1 : athlètes paralysés cérébraux.
- C2 : athlètes ayant d’importantes difficultés motrices.

## Résultats
| Épreuves      | Or                                                                 | Argent                                                                    | Bronze                                                              |
| ------------- | ------------------------------------------------------------------ | ------------------------------------------------------------------------- | ------------------------------------------------------------------- |
| Individuel C1 | Antonio Cid (ESP)                                                  | James Thomson (USA)                                                       | Henrik Jorgensen (DEN)                                              |
| Individuel C2 | Lee Jin-woo (KOR)                                                  | Fernando Ferreira (POR)                                                   | Lim Shin-hyuk (KOR)                                                 |
| Équipe C1–2   | Espagne Antonio Cid Manuel Fernandez Daniel Outeiro Juan Tellechea | Danemark Lone Bak-Pedersen Tove Jacobsen Henrik Jorgensen Mansoor Siddiqi | Irlande Martin McDonagh William Johnston Jason Kearney Thomas Leahy |

## Tableau des médailles
| Rang | Nation     | Or    | Argent | Bronze | Total |   |
| ---- | ---------- | ----- | ------ | ------ | ----- | - |
| 1    | Espagne    | 2     | 0      | 0      | 2     |   |
| 2    | Thaïlande  | 1     | 0      | 1      | 2     |   |
| 3    | Danemark   | 0     | 1      | 1      | 2     |   |
| 4    | États-Unis | 0     | 1      | 0      | 1     |   |
| 4    | Portugal   | 0     | 1      | 0      | 1     |   |
| 6    | Irlande    | 0     | 0      | 1      | 1     |   |
| 6    | Total      | Total | 3      | 3      | 3     | 9 |